# Cupa României 1996/97
Der Cupa României in der Saison 1996/97 war das 59. Turnier um den rumänischen Fußballpokal. Sieger wurde zum 20. Mal Titelverteidiger Steaua Bukarest, das sich im Finale am 4. Juni 1997 gegen den FC Național Bukarest durchsetzen konnte. Da Steaua auch die Meisterschaft für sich entscheiden konnte, qualifizierte sich Național für den Europapokal der Pokalsieger.

## Modus
Die Klubs der Divizia A stiegen erst in der Runde der letzten 32 Mannschaften ein. Ab dem Achtelfinale fanden alle Spiele – abgesehen vom Finale, das traditionell in Bukarest ausgetragen wurde – auf neutralem Platz statt. Es wurde jeweils nur eine Partie ausgetragen. Stand diese nach 90 Minuten unentschieden, folgte eine Verlängerung von 30 Minuten. Falls danach noch immer keine Entscheidung gefallen war, wurde die Entscheidung im Elfmeterschießen herbeigeführt.

## Sechzehntelfinale
| Datum             |                          | Ergebnis  |                          |
| ----------------- | ------------------------ | --------- | ------------------------ |
| 29. November 1996 | FC Onești                | 0:2       | Steaua Bukarest          |
| 30. November 1996 | FC Brașov                | 3:0       | Sportul Studențesc       |
|                   | AS Rocar Bukarest        | 0:3       | Universitatea Craiova    |
|                   | Dunărea Călărași         | 3:1       | CF Chindia Târgoviște    |
|                   | Electroputere Craiova    | 0:2       | Petrolul Ploiești        |
|                   | Midia Năvodari           | 1:0 n. V. | FC Argeș Pitești         |
|                   | Petrolul Moinești        | 1:3       | Universitatea Cluj       |
|                   | Viitorul Victoria Oradea | 0:3       | FC Politehnica Timișoara |
|                   | Ceahlăul Piatra Neamț    | 1:0       | Jiul Petroșani           |
|                   | Dacia Pitești            | 1:2       | Dinamo Bukarest          |
|                   | AS Ploiești Danubiana    | 1:2       | FC Farul Constanța       |
|                   | CSM Reșița               | 1:0       | Gloria Bistrița          |
|                   | Olimpia Satu Mare        | 3:0       | AS Bacău                 |
|                   | FC Inter Sibiu           | 1:0       | Rapid Bukarest           |
|                   | UM Timișoara             | 2:4       | Oțelul Galați            |
|                   | AS Armata Târgu Mureș    | 1:3       | FC Național Bukarest     |

## Achtelfinale
| Datum       |                       | Ergebnis              |                          | Ort             |
| ----------- | --------------------- | --------------------- | ------------------------ | --------------- |
| 7. Mai 1997 | FC Brașov             | 4:0                   | FC Politehnica Timișoara | Alba Iulia      |
|             | FC Național Bukarest  | 1:0 n. V.             | FC Inter Sibiu           | Brașov          |
|             | Petrolul Ploiești     | 3:0                   | Dunărea Călărași         | Bukarest        |
|             | Dinamo Bukarest       | 1:1 n. V. (7:6 i. E.) | Oțelul Galați            | Constanța       |
|             | Steaua Bukarest       | 5:0                   | Midia Năvodari           | Ploiești        |
|             | CSM Reșița            | 1:1 n. V. (3:2 i. E.) | FC Farul Constanța       | Râmnicu Vâlcea  |
|             | Universitatea Cluj    | 2:1 n. V.             | Ceahlăul Piatra Neamț    | Sfântu Gheorghe |
|             | Universitatea Craiova | 0:0 n. V. (3:2 i. E.) | Olimpia Satu Mare        | Târnaveni       |

## Viertelfinale
| Datum        |                       | Ergebnis  |                    | Ort        |
| ------------ | --------------------- | --------- | ------------------ | ---------- |
| 14. Mai 1997 | Dinamo Bukarest       | 4:1       | CSM Reșița         | Alba Iulia |
|              | FC Național Bukarest  | 3:1       | Universitatea Cluj | Brașov     |
|              | Steaua Bukarest       | 3:2 n. V. | Petrolul Ploiești  | Buzău      |
|              | Universitatea Craiova | 2:0       | FC Brașov          | Pitești    |

## Halbfinale
| Datum        |                      | Ergebnis |                       | Ort      |
| ------------ | -------------------- | -------- | --------------------- | -------- |
| 21. Mai 1997 | FC Național Bukarest | 2:1      | Dinamo Bukarest       | Bukarest |
|              | Steaua Bukarest      | 2:1      | Universitatea Craiova | Pitești  |

## Finale
| Paarung              | Steaua Bukarest – FC Național Bukarest |
| Ergebnis             | 4:2 (3:1) |
| Datum                | 4. Juni 1997 |
| Stadion              | Nationalstadion, Bukarest |
| Zuschauer            | 25.000 |
| Schiedsrichter       | Sorin Corpodean (Ocna Mureș) |
| Tore                 | 1:0 Sabin Ilie (2.) 2:0 Sabin Ilie (5.) 2:1 Marin Dună (10.) 3:1 Sabin Ilie (30.) 4:1 Cristian Ciocoiu (86.) 4:2 Tănase Petre (89.) |
| Steaua Bukarest      | Bogdan Stelea, Laurențiu Reghecampf, Adrian Matei, Valeriu Răchită, Iulian Miu, Dennis Șerban (75. Laurențiu Roșu), Marius Baciu, Iosif Rotariu, Damian Militaru, Marius Lăcătuș (80. Cristian Ciocoiu), Sabin Ilie (84. Cătălin Munteanu) Cheftrainer: Dumitru Dumitriu |
| FC Național Bukarest | Răzvan Lucescu, Dorel Zegrean (60. Tănase Petre), Liviu Ciobotariu, Cătălin Necula, Ion Sburlea, Petre Marin, Adrian Pigulea (46. Nicolae Liță), Dănuț Moisescu (67. Cristian Albeanu), Cristian Vasc, Marin Dună, Horia Niculescu Cheftrainer: Florin Halagian          |